# San Pedro de Coris (distrito)
San Pedro de Coris é um distrito do Peru, departamento de Huancavelica, localizada na província de Churcampa.

## Transporte
O distrito de San Pedro de Coris é servido pela seguinte rodovia:
- PE-3SD, que liga a cidade de San Miguel de Mayocc ao distrito de Ñahuimpuquio
- HV-104, que liga a cidade ao distrito de Paucarbamba [1][2][3]